# Can You Stand the Rain
Can You Stand the Rain è un singolo del gruppo statunitense New Edition, pubblicato il 3 dicembre 1988 come terzo estratto dal loro quinto album in studio, Heart Break.

## Descrizione
Il brano è una ballata che parla di una relazione che, all'apparenza sta andando bene, ma che in realtà vede il cantante chiedere alla sua ragazza se volesse rimanere con lui nel caso gli eventi dovessero farsi più tempestosi.

## Classifiche
Nonostante il singolo abbia fallito nell'entrare nella Top 40 generale, fermandosi alla 44ª posizione, ha raggiunto la vetta della classifica R&B, divenendo il quarto singolo dei New Edition a raggiungere tale traguardo. Il singolo è stato certificato doppio disco di platino per aver venduto due milioni di copie.

## Tracce
1) Can You Stand the Rain (Album Edit) - 4:57
2) Can You Stand the Rain (Under the Lamppost/Quiet Storm Mix) - 4:35
3) Can You Stand the Rain (Extended Version) - 6:56